# Ràtzia de 845
La ràtzia de 845 fou una campanya del valiat de l'Àndalus contra la marca Hispànica.

## La ràtzia
En l'any 845 o poc després, Abd al-Rahman II envià al seu hàjib Abd-al-Karim ibn Abd-al-Wàhid ibn Mughith al territori del Comtat de Barcelona, devastant els entorns de la capital. Poc després, assetjà Girona i tornà a territori musulmà. Guillem II de Tolosa hagué d'anar a Còrdova a sol·licitar la pau.